# Григор'євський сільський округ (Аккайинський район)
Григо́р'євський сільський округ (каз. Григорьев ауылдық округі, рос. Григорьевский сельский округ) — адміністративна одиниця у складі Аккайинського району Північноказахстанської області Казахстану. Адміністративний центр — село Трудове.
Населення — 1024 особи (2021; 1311 у 2009, 2000 у 1999, 2578 у 1989).
Станом на 1989 рік існувала Григор'євська сільська рада (села Григор'євка, Кенжегали, Коктерек, Трудове).

## Склад
До складу округу входять такі населені пункти:
| Населений пункт   | Старі назви | Населення, осіб (1989) | Населення, осіб (1999) | Населення, осіб (2009) | Населення, осіб (2021) |
| ----------------- | ----------- | ---------------------- | ---------------------- | ---------------------- | ---------------------- |
| Григор'євка, село | -           | 540                    | 311                    | 87                     | 33                     |
| Кенжегали, село   | -           | 245                    | 201                    | 127                    | 109                    |
| Коктерек, село    | -           | 449                    | 338                    | 223                    | 176                    |
| Трудове, село     | -           | 1344                   | 1150                   | 874                    | 706                    |